# المزاور (مستباء)

تعديل مصدري - تعديل

المزاور هي إحدى قرى عزلة شرق مستباء بمديرية مستباء التابعة لمحافظة حجة، بلغ تعداد سكانها 212 نسمة حسب تعداد اليمن لعام 2004.